# Прощицкий, Хаим Шлёмович
Хаим Шлёмович (Соломонович) Прощицкий — советский хозяйственный, государственный и политический деятель.

## Биография
Родился в 1907 году в Минске. Член КПСС.
Окончил Ленинградский политехнический институт (1930 г.) Инженер-металлург.
С 1929 года — на хозяйственной, общественной и политической работе. В 1929—1946 — на инженерных должностях на предприятиях цветной металлургии СССР, инженер, старший технический приемщик, главный контролер на заводе № 95 НКАП СССР, главный технолог, главный инженер, директор Верхне-Салдинского металлообрабатывающего завода, главный технолог Всесоюзного института лёгких сплавов.
За разработку и внедрение технологии производства специальных алюминиевых труб для завода «А» комбината № 817 был Указом Президиума Верховного Совета СССР от 29 октября 1949 года удостоен Сталинской премии 2-й степени.
Умер в Москве в 1985 году.